# Sarcophaga adusta
Sarcophaga adusta är en tvåvingeart som beskrevs av Engel 1938. Sarcophaga adusta ingår i släktet Sarcophaga och familjen köttflugor. Inga underarter finns listade i Catalogue of Life.